# Antoni Millàs
Antoni Millàs i Figuerola (Barcelona, 1862-Barcelona, 1939) fue un arquitecto español  titulado en 1888 que formó parte del modernismo catalán.

## Obras
Autor del proyecto de urbanización del barrio de Artigas, de Badalona. De su producción  ecléctica y modernista en Barcelona, destacan:
- Las dos casas Farreras, c / Mallorca, 284, (1899-1900) y Gran Vía de las Cortes Catalanas, 536-542, (1902)
- (1897) Edificio de viviendas en c / Aribau, 69-71 de estilo ecléctico
- (1897) Antiguo edificio de la Compañía de Tranvías, Rda. San Pablo 43-45. Reformada en 1917 y 1952.
- (1899) Paula Serrallonga y Antonia Carrera en la c / Mallorca, 408 de estilo ecléctico.
- (1902) Tres casas de viviendas en c / Villarroel 49-51.
- (1906) casa Agustín Valentín c / Sant Pere Més Alt, 13 bis.
- (1906 - 1907) casas Leandro Bou, c / Pau Claris, 154-156
- (1909) casa Jaume Massó, c / Sants 250-252.
- (1910) 3 casas para Josefa Orpí Almirall en la avenida Tibidabo 9, 11 y 13.
- (1911 - 1913) casas Pascual y Cía. c / Aribau, 175-177.
- (1915) casa Maldonado c / Aribau, 179-Londres 100. Se articula a partir del eje angular, semicilíndrico, que actúa como tribuna sobresaliendo del nivel de azotea, con mosaicos de Lluís Bru al friso.
- (1929) antiguas cocheras de Sants, c / Sants 79-81
- (1928) 18 viviendas unifamiliares en el pasaje del arquitecto Millàs.

## Galería de fotos

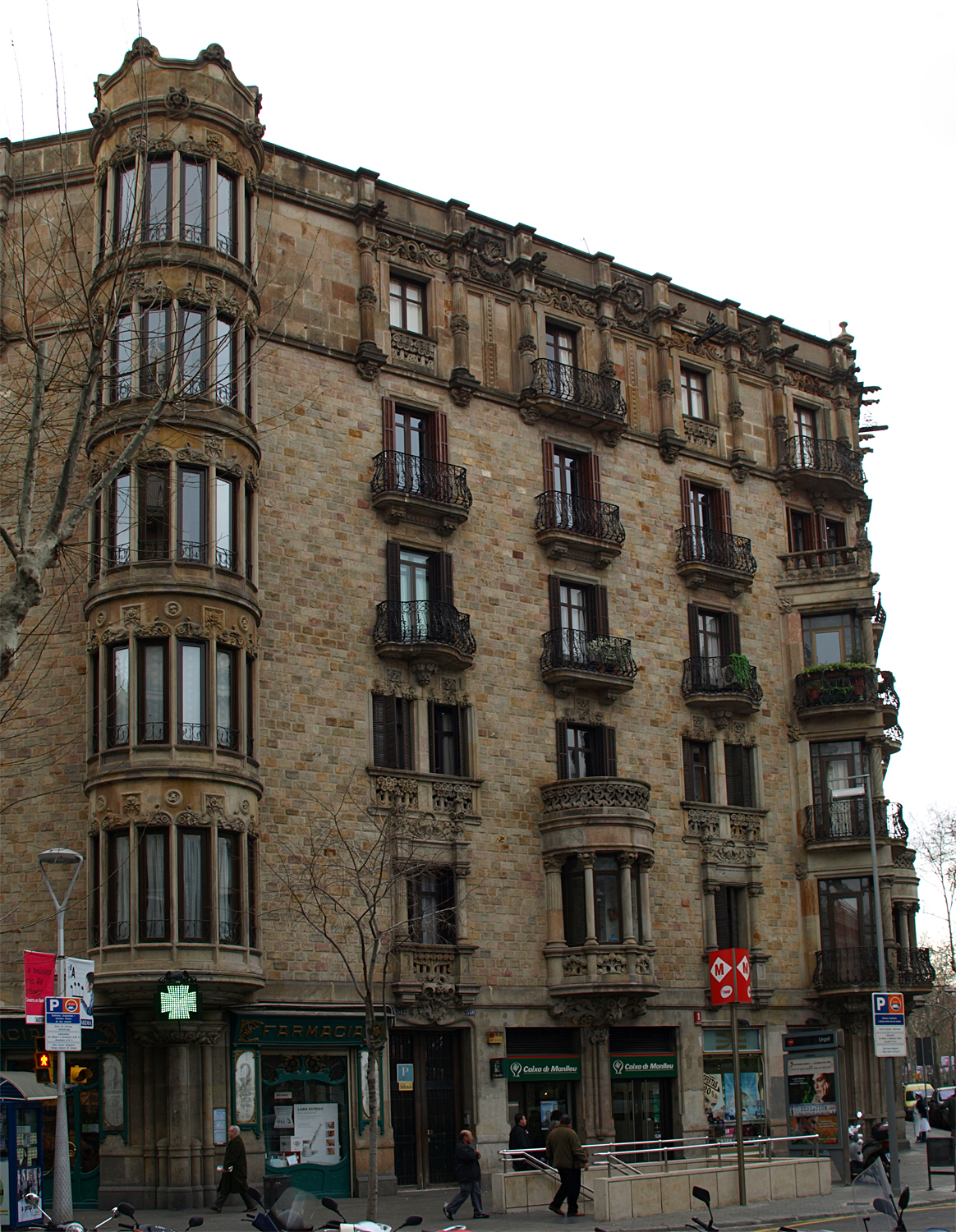
Casa Francesc Farreras
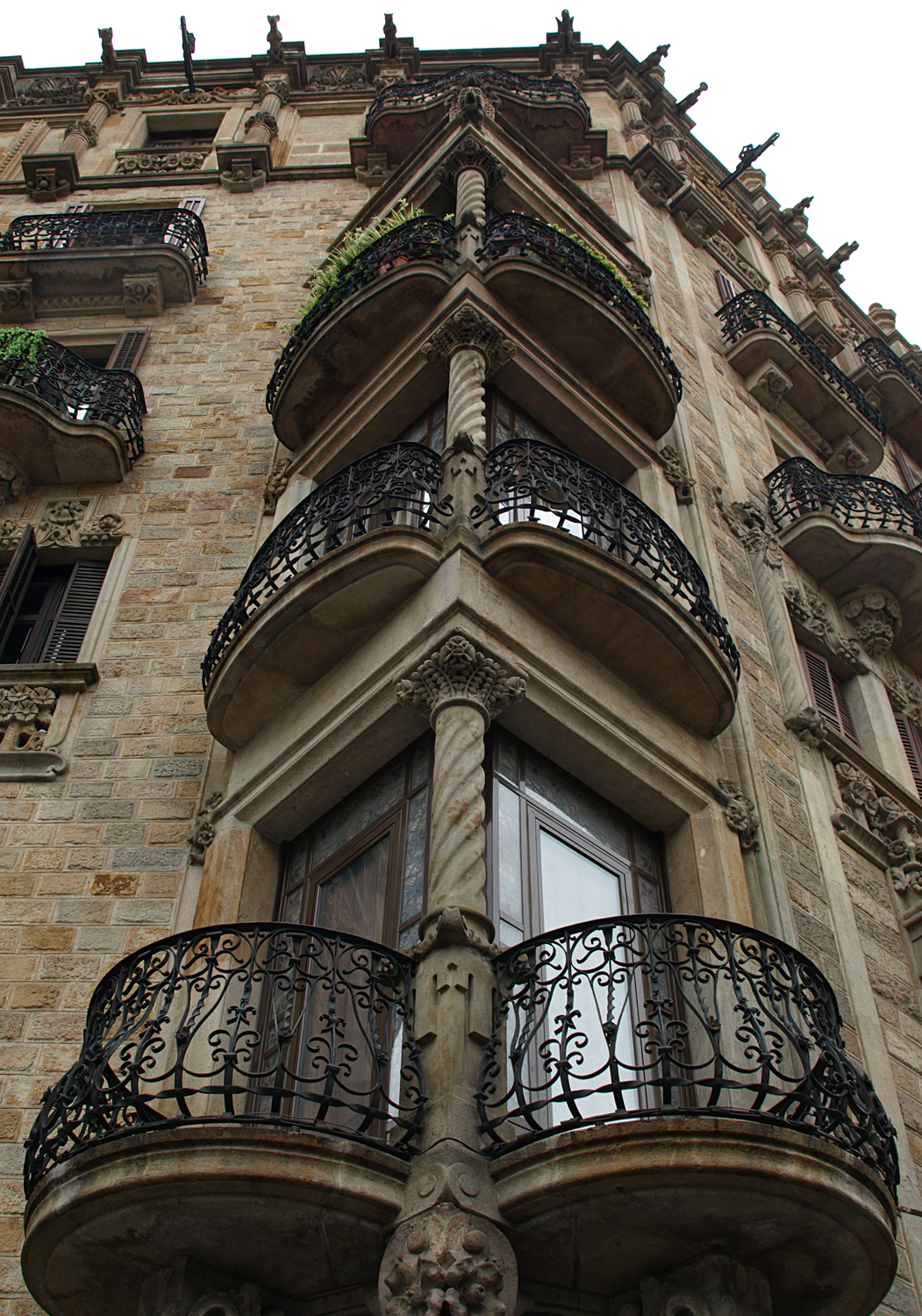
Casa Francesc Farreras
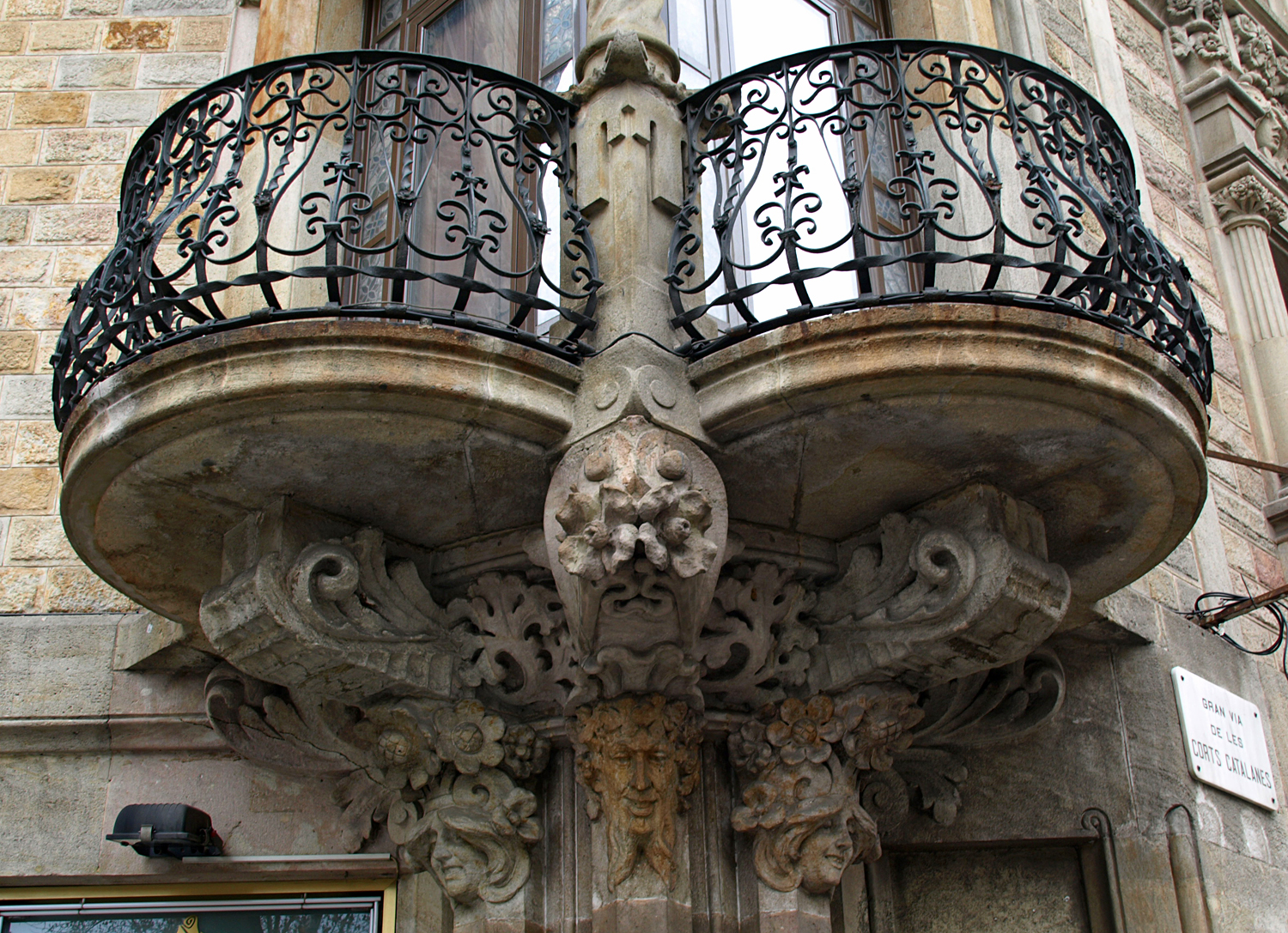
Casa Francesc Farreras
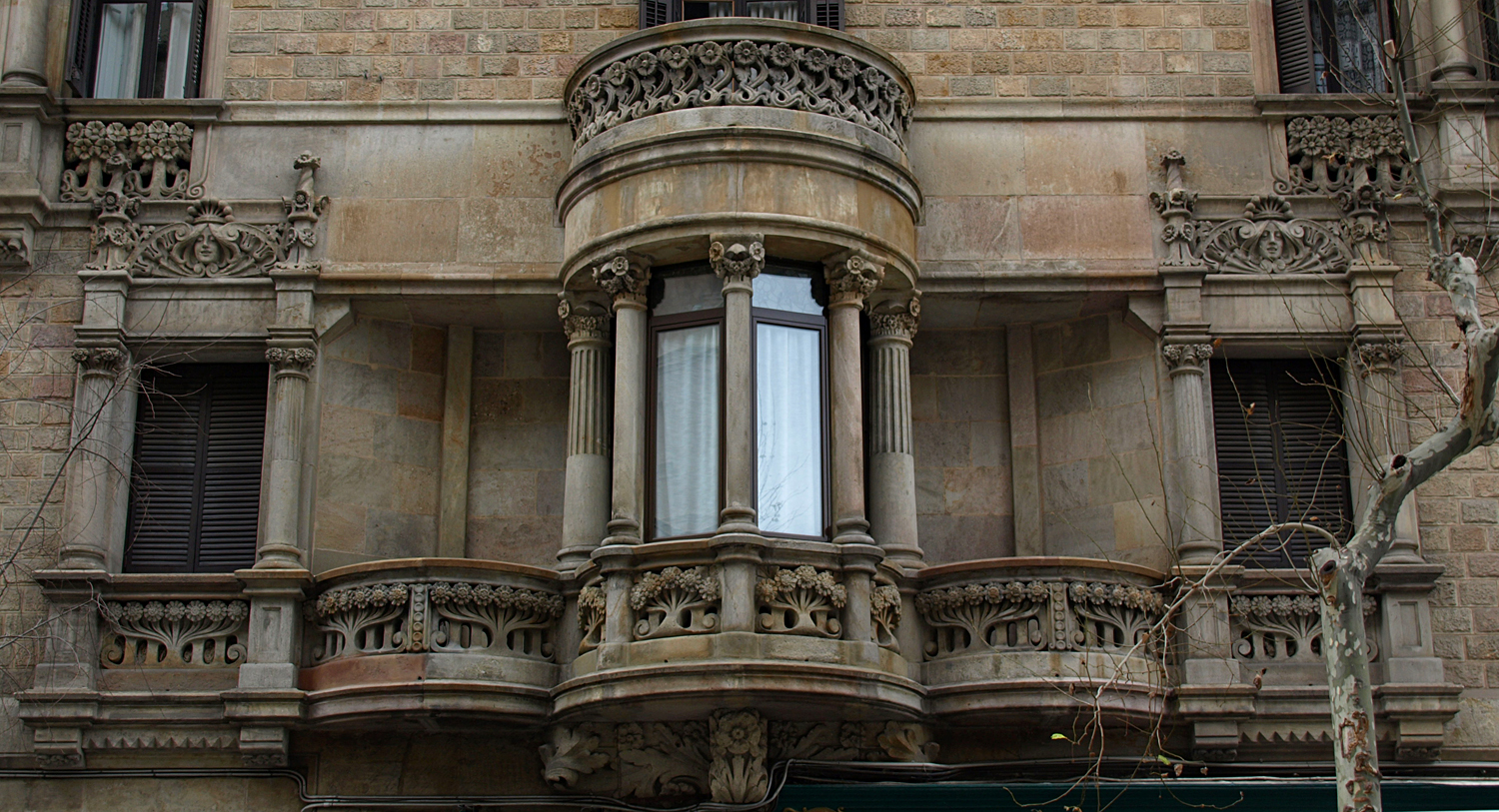
Casa Francesc Farreras
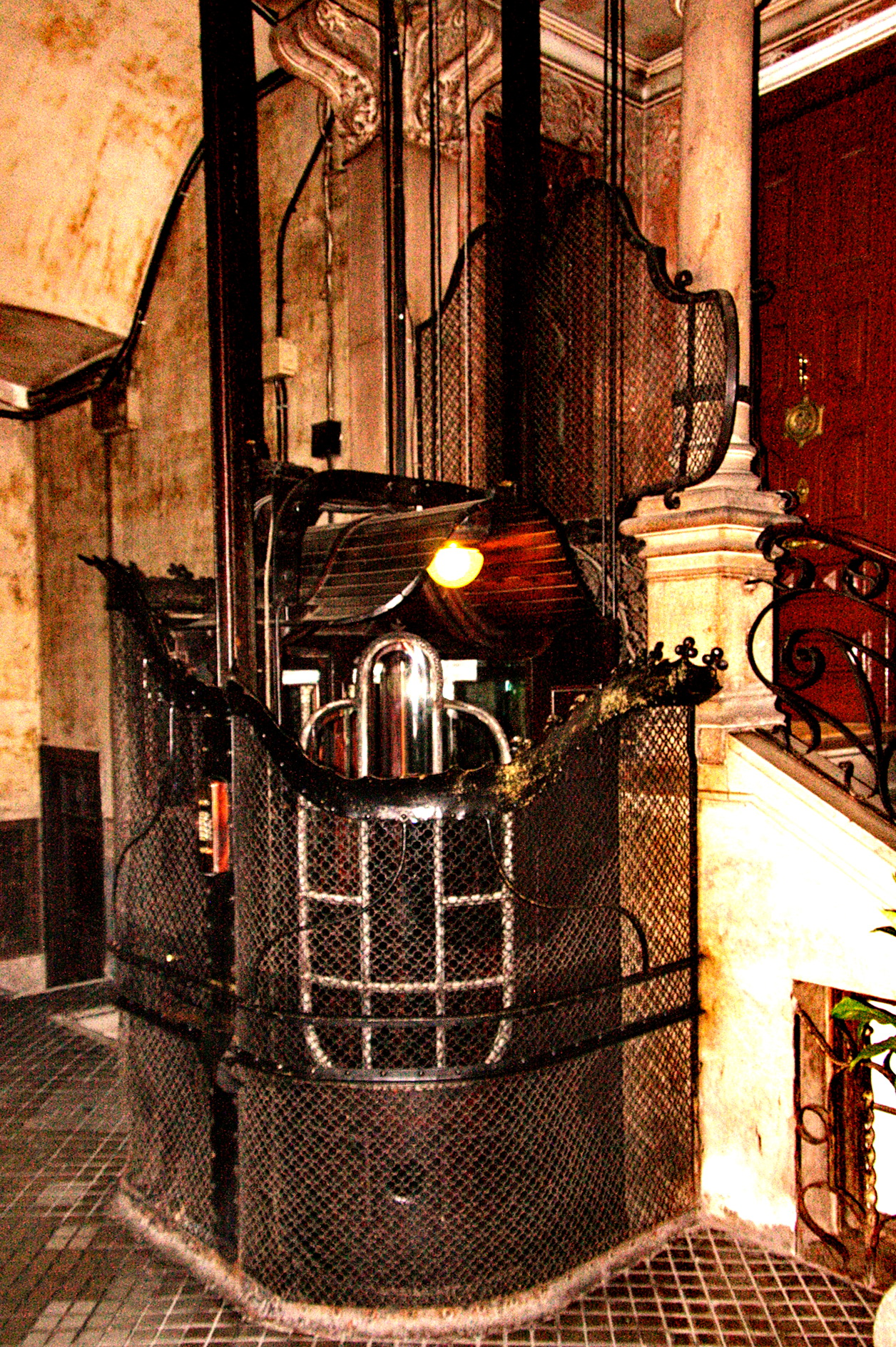
Casa Farreras (Casa Iglesias), vestíbulo con ascensor de Josep Maria Jujol
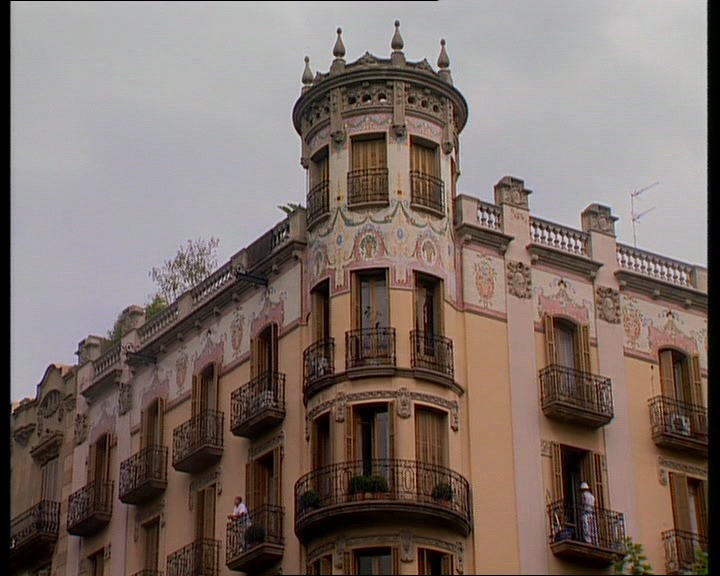
Casa Maldonado en la esquina de las calles Aribau y Londres (Barcelona). Mosaicos de Lluís Bru